# Casa à rua José Marcelino, 197
A Casa à rua José Marcelino, 197 é um dos últimos remanescentes da arquitetura colonial civil na cidade de Vitória, no Espírito Santo, com a Casa na Rua José Marcelino no. 203/205, localizado ao lado desta. Foi tombado pelo Instituto do Patrimônio Histórico e Artístico Nacional (IPHAN) em 5 de outubro de 1967, e pela Secretaria da Cultura do Estado do Espírito Santo (SECULT).

## Arquitetura
O sobrado germinado foi construído no século XIX e apresenta planta retangular, coberta com telhado de telhas canal em duas águas e beiral em beira-seveira, apoiado por cimalha. Sua fachada possui na parte inferior, uma janela central ladeada por duas portas de acesso enquanto no pavimento superior, possui três janelas rasgadas, guarnecidas por guarda corpo em madeira treliçada. Todos os vãos são emoldurados por quadros de madeira com verga em arco abatido. Os cunhais são em massa ressaltados.

## Imagens adicionais

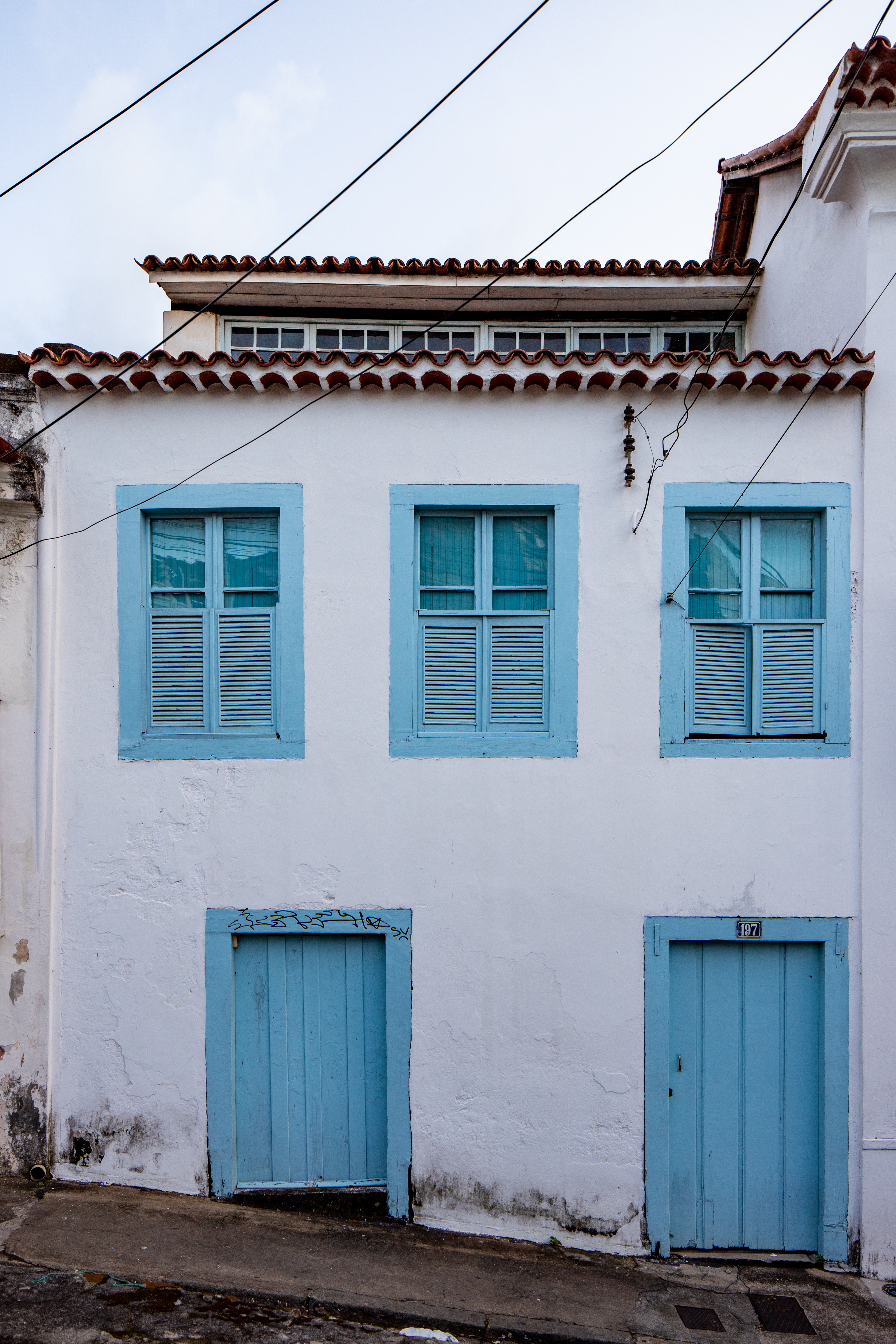
Fachada do antigo sobrado.
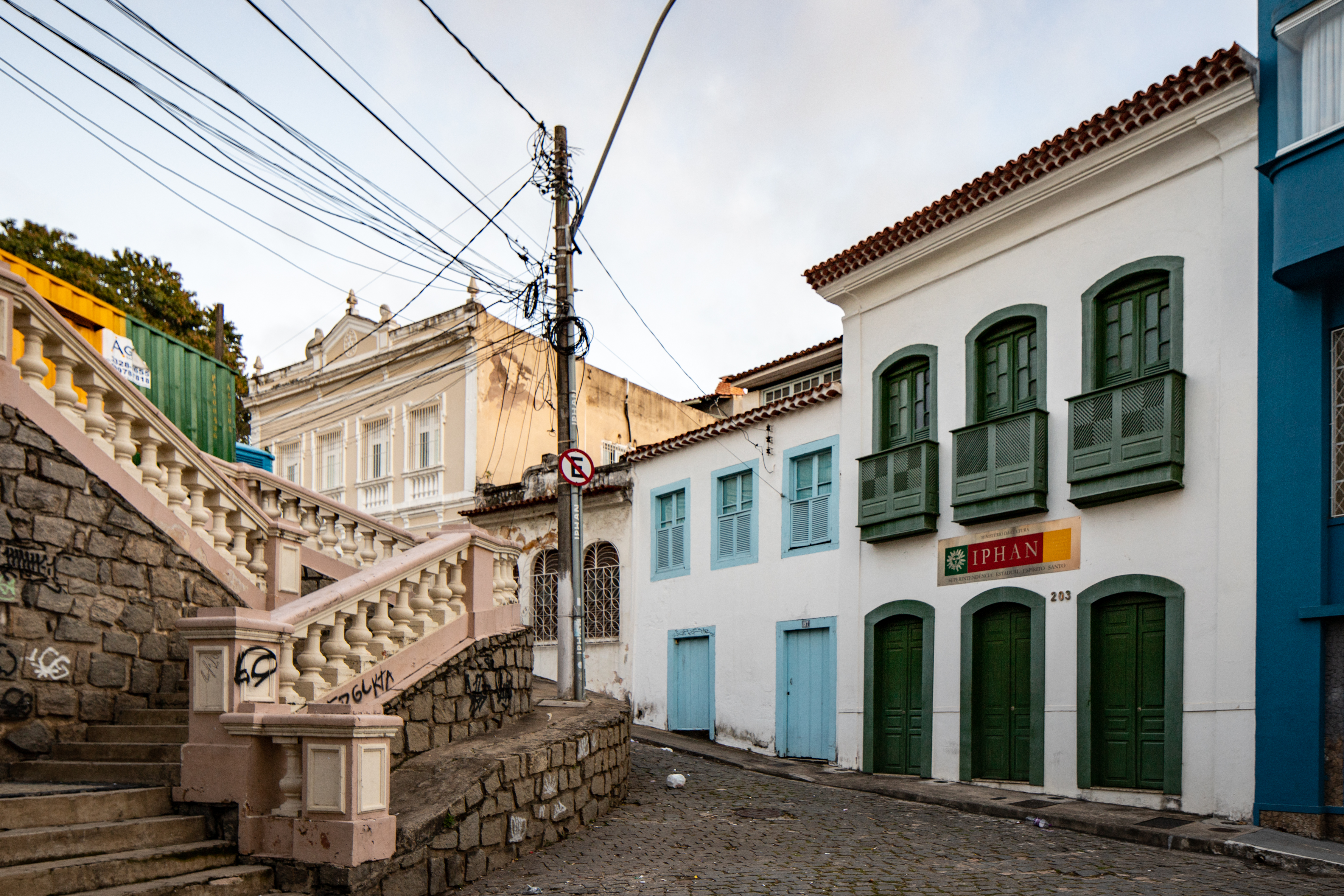
Casa à Rua José Marcelino, 197 ao lado da casa de nº 203-205, atual sede do IPHAN-ES.
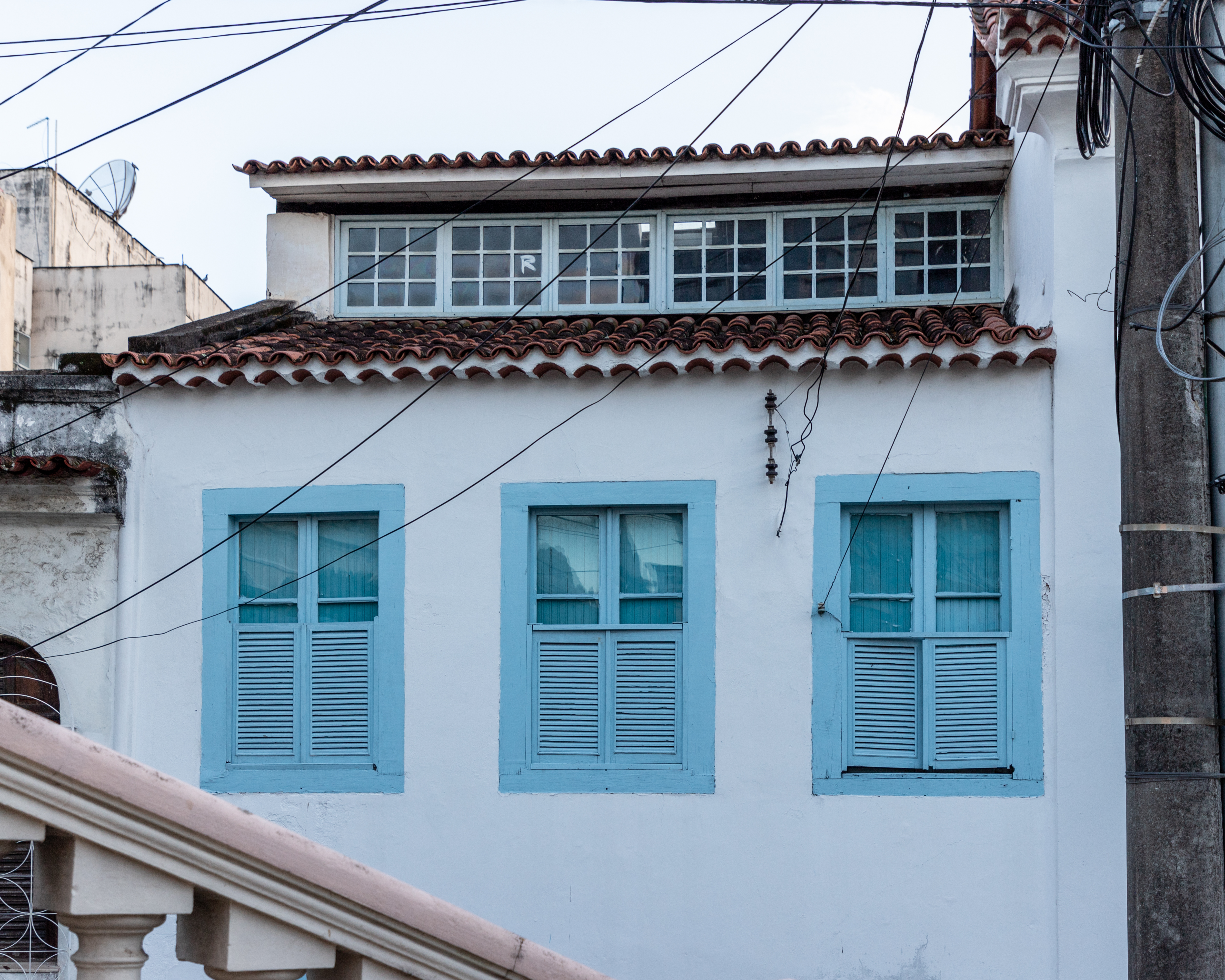
Detalhe das janelas da casa nº197.